# 39 степеника
39 степеника (енгл. The 39 Steps) је британски трилер филм из 1935. године, режисера Алфреда Хичкока, у коме главне улоге тумаче Роберт Донат и Мадлен Керол. Веома је лабаво заснован на авантуристичком роману Џона Бакена Тридесет девет степеника из 1915. године. Радња прати канадског цивила у Лондону, Ричарда Хенеја, који је ухваћен у спречавању шпијунске организације под називом „39 корака” да украде британске војне тајне. Након што је грешком оптужен за убиство њима противничког агента, Хенеј креће у бекство у Шкотску, надајући се да ће зауставити шпијунски ланац и доказати своју невиност.
Од свог првобитног објављивања, филм је нашироко признат као класик. Филмски стваралац и глумац Орсон Велс назвао га је „ремек-делом”. Сценариста Роберт Таун је приметио: „Није претерано рећи да сви савремени потернички филмови почињу са 39 степеника.”

## Радња
У једном лондонском театру, Ричард Хенеј гледа демонстрацију суперлативних моћи присећања „Господина Меморије” када се чују пуцњи. У паници која је уследила, Хенеј се затиче како држи наизглед уплашену жену, која га наговара да је одведе у свој стан. Тамо му говори да се зове Анабела Смит, да је шпијунка и да је пуцала како би направила диверзију да би могла да побегне јурећи убице. Она тврди да је открила заверу за крађу виталних британских војних информација, коју је осмислио човек коме недостаје горњи део једног прста. Она помиње „39 степеника”, али не објашњава ту фразу.
Касније те ноћи, Анабела упада у Хенејеву спаваћу собу и упозорава га да бежи, након чега пада мртва са ножем у леђима. Хенеј проналази мапу шкотских висоравни стегнуту у њеној руци, која приказује област око села Килин, са заокруженом кућом или фармом под називом „Алт-на-Шелах”. Искрада се из свог стана прерушен у млекара како би избегао атентаторе који чекају напољу, а затим се укрцава на експресни воз за Шкотску. Из новина сазнаје да је мета националне потраге за Анабелиним убицом. Када види полицију како претражује воз, улази у један купе и почиње да љуби путницу коју тамо затиче, Памелу, у очајничком покушају да избегне хапшење. Она упозорава полицајце, који заустављају воз на Форт Бриџу, али Хенеј успева да побегне.
Идући према Алт-на-Шелаху, он одлучује да преноћи код сиромашног земљорадника и његове много млађе жене. Рано следећег јутра, жена види како се приближава полицијски ауто и упозорава Хенеја; даје му и капут свога мужа и он бежи. Полиција јури за њим, чак и користи аутожир, али им он измиче. На крају долази до куће професора Џордана. Полиција стиже, али Џордан их одвраћа и слуша Хенејеву причу. Хенеј наводи да вођи шпијуна недостаје горњи део малог прста леве руке, али Џордан показује прст на десној руци којем недостаје врх, затим пуца у Хенеја и оставља га мртвог.
На срећу, метак је зауставила мала књига у џепу његовог капута, те Хенеј иде код шерифа. Када стигне још полицајаца, шериф открива да не верује у његову причу, јер му је Џордан најбољи пријатељ. Хенеј скаче кроз прозор и покушава да се сакрије на политичком скупу, где је грешком замењен за уводничара. Он држи узбудљив импровизовани говор, али га Памела препознаје и поново га пријављује полицији. Одводе га полицајци, који инсистирају да их Памела прати. Када крену у погрешном правцу, Хенеј схвата да су они заверенички агенти. Када агенти изађу из аутомобила да растерају стадо оваца које блокирају пут, Памелу везују лисицама за Хенеја. Хенеј успева да побегне, вукући невољну Памелу за собом.
Пробијају се преко села и одседају у гостионици. Док Хенеј спава, Памела успева да се извуче из лисица, али онда чује једног од лажних полицајаца на телефону, чиме потврђује Хенејеву причу. Она се враћа у собу и следећег јутра говори Хенеју да је чула шпијуне како причају да ће Џордан нешто покупити у лондонском Паладијуму. Шаље је у Лондон да алармира полицију; међутим, није пријављен нестанак ниједног тајног документа, па јој не верују. Уместо тога, они је прате до Паладијума, надајући се да ће их она одвести до Хенеја.
Када се Господин Меморија представи, Хенеј препознаје његову тематску музику — привлачну мелодију коју није могао да заборави. Хенеј, када је видео како Џордан сигнализира господину Меморији, схвата да не постоји физички документ, пошто је господин Меморија упамтио тајни садржај. Док се полиција спрема да приведе Хенеја, он виче: „Шта су 39 степеника?” Господин Меморија компулзивно одговара: „39 степеника су шпијунска организација, која прикупља информације у име стране канцеларије...”, када Џордан пуца у Господина Меморију пре него што га полиција ухапси док покушава да им побегне. Господин Меморија на самрти почиње да рецитује своје меморисане информације: дизајн за тихи авионски мотор.

## Улоге
| Глумац        | Улога             |
| ------------- | ----------------- |
| Роберт Донат  | Ричард Хенеј      |
| Мадлен Керол  | Памела            |
| Луси Манхајм  | Анабела Смит      |
| Годфри Тирл   | професор Џордан   |
| Пеги Ешкрофт  | Маргарет          |
| Џон Лори      | Џон               |
| Хелен Хеј     | Луиза Џордан      |
| Френк Селијер | шериф Вотсон      |
| Вајли Вотсон  | Господин Меморија |

## Продукција

### Адаптација
Сценарио је првобитно написао Чарлс Бенет, који је припремио почетни нацрт у блиској сарадњи са Хичкоком; Ијан Хеј је тада написао неке дијалоге.
Радња филма значајно одступа од романа Џона Бакена; сцене у театру и на Форт Бриџу су одсутне у књизи. Хичкок је такође убацио два главна женска лика, шпијунку Анабелу и Памелу, невољну сапутницу. У овом филму, „39 степеника” се односи на тајну организацију, док се у књизи и другим филмским верзијама односи на физичке степенике, при чему се немачки шпијуни називају „Црни камен”. Тиме што Анабела каже Хенеју да путује да се састане са човеком у Шкотској (и користи мапу са заокруженом кућом Алт-на-Шелах), Хичкок избегава део у Бакеновом роману где Хенеј, који има целу земљу за скривање на располагању, случајно одлази у једну кућу у којој живи коловођа шпијуна.

### Концепт
39 степеника је био главни британски филм свог времена. Продуцентска кућа, Gaumont-British, желела је да пласира своје филмове на међународно тржиште, а посебно у Сједињене Државе, а 39 степеника је замишљен као главно средство у том правцу. Док је Хичкоков претходни филм, Човек који је превише знао, коштао 40.000 фунти, 39 степеника је коштао скоро 60.000 фунти. Велики део додатног новца отишао је на плате Роберта Доната и Мадлен Керол. Обоје су већ снимали филмове у Холивуду и стога су били познати америчкој публици. У време када је британска кинематографија имала мало међународних звезда, ово се сматрало виталним за успех филма. Хичкок је чуо да шкотски индустријалац и ваздухопловни пионир Џејмс Вир свакодневно путује на посао у аутожиру, те је одлучио да укључи ову летелицу у филм.

### Музика
Хичкок је радио са Џеси Метјуз на филму Бечки валцери и наводно је није много волео. Ипак, искористио је песму „Tinkle,Tinkle,Tinkle” (из филма Evergreen у којем је глумила Џеси Метјуз) као музику током самртничких речи Господина Меморије и музику на крају филма. Такође је користио оркестрирану верзију њене песме „May I Have The Next Romance With You” у плесној секвенци свог филма Млади и невини 1937. године.

### Хичкоковски елементи
39 степеника је још један у низу Хичкокових филмова заснованих на невином човеку који је приморан да бежи, укључујући филмове Станар (1926), Саботер (1942) и Север-северозапад (1959). Филм садржи уобичајени Хичкоковски троп „мекгафина” (средство заплета које је од виталног значаја за причу, али ирелевантно за публику); у овом случају то је тајни дизајн за тихи авионски мотор.
Филм садржи препознатљиву камео улогу Алфреда Хичкока. На седмом минуту филма, и Хичкок и сценариста Чарлс Бенет могу се видети како пролазе поред аутобуса у који се Роберт Донат и Луси Манхајм укрцавају испред театра. Аутобус је на лондонској линији број 25, која иде од Оксфорд стрита преко Ист Енда и даље до Илфорда. Како је аутор Марк Гленси истакао у својој студији о филму из 2003. године, Хичкоку је ово било познати крај, пошто је живео у Лејтонстону, а затим у Степнију (у Ист Енду) у својој младости. Редитељева појава се стога може посматрати као потврда о његовој повезаности са тим крајем, али он то никако није романтизовао. Док се аутобус зауставља, он баца кутију цигарета на земљу.‍:p. 45  Хичкок је такође накратко виђен као члан публике који покушава да напусти театар након што је пуцано у уводној сцени.
У средини филма, Хенеја упуцају у груди из пиштоља из непосредне близине, а дуга пауза указује на то да је убијен. Овај крајње необичан развој догађаја – главни лик је наизглед убијен док се прича још увек одвија – поновљен је у Хичкоковом филму Психо (1960), када је Марион Крејн стварно убијена у мотелу Бејтс. Хенеј није умро; у следећој сцени се открива да је мала књига у џепу његовог позајмљеног капута спречила да га метак убије.
Филм је успоставио типичну енглеску „Хичкокову плавушу” Мадлин Керол као шаблон за низ његових ледено хладних и елегантних главних дама. О Хичкоковим хероинама, као што ју је овде илустровала Керолова, филмски критичар Роџер Иберт је написао: „Женски ликови у његовим филмовима су увек изнова одражавали исте квалитете: биле су плавуше. Биле су ледене и удаљене. Биле су затворене у костимима који су суптилно комбиновали су моду са фетишизмом. Очарале су мушкарце, који су често имали физичке или психичке хендикепе. Пре или касније, свака Хичкокова дама је била понижена”. У складу са многим Хичкоковим филмовима, кључне секвенце су смештене на познатим локацијама; у овом случају то су станица Кингс Крос, станица Пикадили Серкус и драматична секвенца на Форт Бриџу.

## Пријем
Савремене критике су веома позитивне. Андре Сенвалд из новина The New York Times је написао: „Ако ово дело има иједног ривала као најоригиналнија, најписменија и најзабавнија мелодрама из 1935. године, онда то мора да је Човек који је превише знао, који је такође из радионице господина Хичкока. Мајстор шока и неизвесности, хладног хорора и лукаво нескладне духовитости, он користи камеру на начин на који сликар користи кист, стилизујући своју причу и дајући јој вредности на које сценаристи тешко да су могли да сумњају.” Variety је написао: „Међународне шпијунске приче су углавном увек добре, а ово је једна од најбољих, паметно осмишљена, са довољном дозом комедије.” The Monthly Film Bulletin прогласио га је „Првокласном забавом”, додајући: „Као и све мелодраме у којима јунак мора да победи, прича садржи низ веома срећних несрећа, али Хичкокова режија, брзина којом се филм креће и Донатова живахна глума измичу са њима и неизвесност никада не јењава”. Џон Мошер из The New Yorker-а написао је: „Брзина, неизвесност и изненађења, све заједно чине 39 степеника једним од оних пријатних трилера који могу да заварају час празног хода... Мислим да ће стручњаци за мистерије уживати у целој ствари.”
Изгласан је за најбољи британски филм 1935. од стране новина The Examiner у јавној анкети. Био је 17. најпопуларнији филм на британским благајнама у периоду од 1935. до 1936. године. Од четири главне филмске адаптације романа, Хичкоков филм је највише хваљен. Британски филмски институт га је 1999. године прогласио четвртим најбољим британским филмом 20. века; године 2004, Total Film га је прогласио 21. најбољим британским филмом икада снимљеним, а 2011. уврстио га је као другу најбољу књижевну адаптацију свих времена. The Village Voice је 1999. рангирао 39 степеника на 112. место листе 250 најбољих филмова 20. века, на основу анкете критичара. Empire је 2016. филм поставио на 52. место на својој листи 100 најбољих британских филмова. Године 2017, анкета у којој је учествовало 150 глумаца, редитеља, сценариста, продуцената и критичара за часопис Time Out показала је да је ово 13. најбољи британски филм икада. 39 степеника је био један од омиљених Хичкокових филмова Орсона Велса, и за њега је рекао: „О мој Боже, какво ремек дело”. Године 1939. Велс је глумио у радио адаптацији истог изворног романа у радио-серији The Mercury Theatre on the Air. На сајту Rotten Tomatoes филм има рејтинг одобравања од 96% на основу 53 рецензената, са просечном оценом 8,9/10. Критички консензус веб-сајта гласи: „Препуна обрта, ова суштинска рана функција Алфреда Хичкока наговештава заслепљујуће висине које ће он достићи касније у својој каријери.” The Daily Telegraph је 2021. године уврстио филм на своју листу 100 најбољих британских филмова свих времена. Године 2022. часопис Time Out сврстао га је на 8. место своје листе 100 најбољих трилер филмова свих времена.

## Ауторска права и кућни медији
Према једном извору, 39 степеника, као и сви Хичкокови британски филмови, заштићен је ауторским правима широм света, али је у великој мери илегално продаван путем кућних медија. Упркос томе, појавила су се различита лиценцирана, рестаурирана издања на DVD и Blu-ray форматима, као и путем видео на захтев сервиса Network у Уједињеном Краљевству, The Criterion Collection у САД и многих других.

## Наслеђе
У 10. поглављу романа Ловац у житу Џ. Д. Селинџера, протагониста Холден Колфилд прича о дивљењу које он и његова млађа сестра Фиби гаје према овом филму.
У сегменту Улице Сезам, „Позориште чудовишта”, Алистер Куки упознаје публику са трилер филмом 39 степеника („Од типа по имену Алфред...”). Гровер се у поставци филма ноар пење уз степенице бројећи сваки степеник. Када стигне до врха, проналази циглени зид. Уместо да се спусти назад, Гровер клизи низ ограду.
Комична представа 39 степеника је пародија на ову филмску верзију приче, са глумачком екипом од само четири особе за све улоге. Првобитно су је 1995. написали Сајмон Корбл и Ноби Дајмон; верзија коју је 2005. преправио Патрик Барлоу играна је на Вест Енду и на Бродвеју.